# 長友泰憲
長友泰憲（ながとも やすのり、1985年5月3日 - ）は、日本の元ラグビー選手。現在ジャパンラグビーリーグワン東京サントリーサンゴリアスの普及兼イベントスタッフを務めている。

## プロフィール
- 宮崎県児湯郡出身。
- ポジションはウィング(WTB)。
- 身長 177 cm、体重 84 kg、握力110kg
- 日本代表通算キャップ数は9。
- 7人制日本代表に選出されたこともある[1]。
- ニックネームはニックー。カミソリヤス。ジャックナイフヤス。
- 非常に脛が硬い。
- 行きつけの店は京王堀之内にあるむさしの。
- ゴールラインからゴールラインまで飛ばすキック力の持ち主。

## 略歴
16歳からラグビーを始めた。
初めてラグビーの試合に出た際、ルールを覚えていなかったが監督にボールを持ったらとりあえず走れと言われ、訳もわからず走り、タッチの外に出てしまった。
後にも先にもこれが自身のベストプレーと語る。
2004年、高鍋高校卒業後に中央大学に入る。
2008年、中央大学卒業後にサントリーサンゴリアスに加入。同年9月14日に行われたジャパンラグビートップリーグ第2節の九州電力キューデンヴォルテクス戦に途中出場で公式戦初出場を果たした。
2010年5月1日に行われたアジア5カ国対抗2010韓国戦で日本代表初キャップを獲得した。
2019年、サントリーサンゴリアスを退団した。